# ガールズトーク〜十人のシスターたち〜
『ガールズトーク〜十人のシスターたち〜』（ガールズトーク じゅうにんのシスターたち）は、2012年10月2日から2013年3月26日までテレビ朝日で毎週火曜日25:51 - 26:21（JSTでは毎週水曜日1:51 - 2:21）に放送された日本のテレビドラマ。テレ朝動画でも無料配信されていた。

## あらすじ
博物館の敷地内に存在する悩める女性だけが訪れる教会がある。そこには10人のシスターが神に仕えている。神父天一は目の部分が隠されており正体不明である。
取材班は半年間のシスターたちの独占取材に成功するという設定で描かれるモキュメンタリードラマ。女性の話はインターネットの書き込みアメーバモバイル内の女性限定電子掲示板『GIRL'S TALK』を元に再構成し、物語が進んでいく。

## 出演者

### 10人のシスター
赤の千種 (23) - 小田あさ美
取材班に対して自分が性の対象に見えるか質問をした。
青の飛鳥 (23) - 佐野光来

白の北斗 (23) - 長谷川瑠美

緑の宍戸 (23) - ラブリ（第1 - 9話）
皆が寝静まっているときに聖杯「ホーリーグラス」の前で怪しい行動を取っていたが、あくる日突然教会から姿を消す。
紫の中野 (31) - なつみ
昔の名残からハイレグの事をレグハイと呼んでいたところ、年代に差がある他のシスターたちから一斉につっこまれていた。
黄色の横田 (21) - 楠世蓮（第11 - ）
本名：直実。宍戸と同じような役割を担い、相談者に対して「GIRL'S TALK調べ」で公表されている女性の割合を説明する。
文頭に「ぶっちゃけ」、語尾に「ございますよ」と付けて話したり、可愛さをアピールするために言葉の最後に「エヘッ」と付け足す癖がある。時折言葉遣いが荒くなる。
大学生時代に付き合っていた彼氏が母親と肉体関係を持ってしまい、寂しい心を埋めるためにホストクラブ「vanilla」に嵌り、段々と借金が膨らんでいき、飲食代が払えなくなり逃亡、顔を整形する。
公園で泣いているところを天一に救われ、教会「Holy glass」のシスターとして働くチャンスを貰う。2012年12月30日のシスターセンター争奪戦で第1位となりセンターの座を獲得する。
桃の先生 - せんせい（東京カランコロン / 第19 - ）
相談者を導くかのように歌を届ける。また、その歌は自ら作詞・作曲している。番組のテーマソング「ロンリーナイト・フォーリングラブ」も歌っている。
相談者に届けた歌：「魔法使いリン」（第19話） / 「まんまるボーイ大野」（第20話） / 「くたばれ干し芋」（第26話） / 「結婚ってなんや?」（第41話） / 「さんかくあたまエーミー」（第49話）。
金の江原 - 小貫加恵
相談者に下着占いで運勢をお告げするシスター。
黒の岡田 - 岡田純一

### その他
神父天一 - 篠宮暁（オジンオズボーン）
取材班がインターネット上で噂になっている聖杯「ホーリーグラス」の真相を聞くが、訳の分からない言葉を叫んで誤魔化す。
取材班 (声) - 鈴木おさむ
ナレーション - 神やつひろし / ムッシュかまやつ

### 元シスター
謎の老女 (84)
「教会内にある聖杯は神に認められた者しか触れてはいけない」と取材班たちに苦言を呈した後に忽然と姿が消える。
謎の老女 (82)
教会にある聖杯「ホーリーグラス」を間違った方法で使用すると天罰が起きると苦言を呈す。
トメコ (75) - 福場勍子
好きな歌手は「三代目J Soul Brothersではなく小林旭」だと話す謎の老女。聖杯に手を伸ばそうとした取材班を制止し、「呪いが起きなければ良いが」と意味深な言葉を残す。
謎の老女 (81) - 大貫花子
取材班が好きなテレビ番組は何かと質問したら「相棒」と答える。「この教会を探り過ぎると祟りが起きる」という謎の言葉を残して部屋の中へ消える。
謎の老女 (82) - 簡野武子
終始、誰かに言わされているかのように「スギちゃん」のものまねをしていた。
謎の老女 (83) - 長谷部光美

### vanilla
新宿歌舞伎町ホストクラブ「vanilla」。

2011年10月4日から同枠で放送されていたドラマ「私のホストちゃん〜しちにんのホスト〜」に登場するキャラクター。演出・構成は今作品と同じく鈴木おさむが担当していた。
白石 咲夜 - 平田裕一郎　
王子様系ホスト。オーナー甘王の使いで男子禁制の教会「Holy glass」を訪れる。
早乙女 蓮 - 塩川渉
オラオラ系ホスト。 咲夜と同じく店の代金を踏み倒して教会「Holy glass」に逃げ込んだ女性客を探しに来る。
一之瀬 隼人 - 五十嵐麻朝
売上No.1ホスト。飲食代を踏み倒した客を探しに教会「Holy glass」を訪れる。
甘王 - オキャディー
オーナー。天一の兄。教会「Holy glass」に逃げ込んだ客を捜索するために教会が資金を捻出するために売っているホーリーチップスを「3万6千311個」食べて、チップスに付いているおまけのホーリーカードを5枚集める。
ホーリーカードとは1万枚の1枚の確率で当たり、5枚集めると、男子禁制の教会「Holy glass」に入室できる権利が与えられる。
伊東さん - ムートン伊東（ムートン）
コールクリエイター。神父天一が甘王の紹介でシスターたちが歌う「抱かないで、シスター」の作詞を依頼する。だが、格好悪い詞ばかり作り、あまりにも才能が無かったので天一からクビを言い渡される。

### 相談者

#### 第1 - 3話
君絵 (25) - 西田美歩
豊島区在住。2年付き合っている彼氏がいるが彼の仕事が多忙で相手にしてもらえない寂しさから元彼と遊んでしまい、肉体関係は結んでいないがキスだけは続けており、「このキスだけの男女交際は浮気に入りますか?」とシスターたちに相談する。
神父天一が天の声を聞き、名前を授ける「ウワキミコ」。
慶子 (21) - エリザベス・マリー（MiraSpider）
松戸市在住。幼い頃からでべそがコンプレックスだった。今年の夏、仲間を誘って海へ出かけたが周りの友達は可愛いビキニの水着を着ているのに対して自分は「おへそが隠れる水着」を着なければならないことが苦痛でした。
神父天一が天の声を聞き、名前を授ける「でべそのこ」→「でべそよしかず」→「デベッソ大阪」。
玲奈 (28) - 岡野真那美
年下の彼と交際してから2年が経ち、最近、彼の行動が可笑しくなり浮気を疑っている。彼が寝ている間に携帯を見るなど、本当に浮気をしているのか真実を確認するべきかシスターたちに相談する。
神父天一が天の声を聞き、名前を授ける「ウタガイスギヨ」。

#### 第4 - 6話
涼香 (21) - 義達祐未
大学の同じサークルに所属する親友・エリカが想いを寄せている先輩を好きになってしまう。また、その先輩に告白されてしまい親友を裏切ってまで交際するべきか悩んでいる。
神父天一が天の声を聞き、名前を授ける「ウバイトリコ」→「アキラメルギブソン」。
真純 (18) - 由月杏奈
男性と肉体関係を結ぶ前の陰毛の処理として剃るべきか、抜くべきか、そのままの状態でいるべきか悩んでいる。皮膚の痛みに弱く抵抗があるので抜くことに躊躇している。
神父天一が天の声を聞き、名前を授ける「ソノママミ」。
美佐 (33) - 澤田育子
八王子市在住。刑務所に服役している夫がいるが、最近、バツイチで子供がいる年下の彼と知り合う。刑期を終えて帰ってくる夫を待つのを止めるか、彼との関係を継続していきその後結婚し新しい家庭を築くべきか悩んでいる。
神父天一が天の声を聞き、名前を授ける「ワカレイコ」→「ワカレノン」→「ヒガシオリコン」。
エリカ (21) - 柳河美穂
自分が好きだった大学の先輩と恋愛相談していた親友が付き合ってしまい、その友達に生き霊を飛ばすことはいけない行為かシスターたちに相談する。

#### 第7 - 9話
美香 (19) - 富田ミキ
相手の気持ちは分からないが自分は好意を持っている仲のいい男友達がおり、だが、正式に付き合う前に肉体関係を持ってしまう。メールで遊びか本気か尋ねるがよくわからない返答があったにもかかわらず、同じ過ちを繰り返してしまう。
「付き合う前に関係を持ってしまったら友達には戻れない。友達以上恋人未満の関係。」だと彼に言われてしまい、このまま肉体関係だけの付き合いを続けて良いのかシスターたちに相談する。
神父天一が天の声を聞き、名前を授ける「サカキバラキョウイクエ」→「ワタナベオソワル」。
ミユ (21) - 佐々木絵莉
彼の家に初めて泊まるときに化粧を落として素顔を見せてよいのかと相談する。
神父天一が天の声を聞き、名前を授ける「イズミスッピンコ」。
早苗 (26) - 長谷川桃
異性と付き合う前に肉体関係を結んだことがなく、身体の相性が分からないから付き合っても恋愛関係が持続しないと友達に指摘される。最近気になっている男性がおり、その友達の指摘通りに行動するべきか悩んでいる。
神父天一が天の声を聞き、名前を授ける「スタイルカエラ」→「スタエラカエラ」。

#### 第10 - 11話
菜穂 (26) - 小橋宏美
職場の同僚は皆、年上の子持ちで休憩時間は子供の話題になってしまい、その話に合わせることも出来ず疎外感を覚えている。特に仲の良かった田中も他の人と仲良くなり、話す人が居なくなってしまった。この孤立した現状を解決したい。
神父天一が天の声を聞き、名前を授ける「アイバショウコ」→「ジャスティンイーバーショ」。
麻里 (25) - 浦田麻緒
自慰行為では絶頂を迎えることが出来るのに対して彼氏と肉体関係の行為によって絶頂を経験したことがなく全て演技でごまかしている。どのような手段を取れば彼との行為で絶頂を迎えることが出来るのかとシスターたちに相談する。
神父天一が天の声を聞き、名前を授ける「シルベスターエクスタシローン」→「エクスダエリコ」。
奈々 (25) - くぼたみか
日常生活を過ごす中で色々な単語を聞くと、卑猥な隠語が頭に浮かび困惑している。

#### 第12 - 14話
愛美 (24) - 棚橋唯
現在勤務している会社の上司が立場を利用して、自宅まで押し掛ける付きまとい行為や身体を触ってくるなど要求がエスカレートしていく。
会社を解雇処分になりたくない理由から、上司に「止めて欲しい」と強く言えないで困っている。この場合の対処方法をシスターたちに相談する。
神父天一が天の声を聞き、名前を授ける「スズキジョーカ」。
瑠璃 (27) - 星野美穂
ピルは生理不順を治すため、または妊娠を抑制するために飲む薬だと一般的に捉えているが、副作用を心配し、内服できる使用頻度を知りたいと正しい飲み方をシスターたちに問う。
その問いにシスターたちは産婦人科医から聞いた低用量ピルのメリット、デメリットを分かりやすく説明する。
神父天一が天の声を聞き、名前を授ける「ピルゲイツ」。
リサ (28) - 萩美香
社内で女性同士で会話しているときと異性と接しているときの態度が明らかに違い、その女性に嫌悪感を抱いている。

#### 第15 - 16話
亜美 (25) - 上山沙耶歌
大学生時代、夫は自分と付き合う前に久美という女性が好きだったが振られる。だが最近、夫が昔好きだった久美と頻繁にメールのやり取りしているのを知ってしまう。久美は自分に取って友達でもあるのでどう対処して良いのか悩んでいる。
神父天一が天の声を聞き、名前を授ける「イタイノトモミ」。
望美 (28) - 愛未
最近、会社の先輩と付き合いだし、お互い結婚を意識した関係で交際も順調に行っているが、以前、風俗で働いていたことを彼に秘密にしている。彼に告白すればどう思われるか不安で正直に話すべきか、話さない方が良いのかシスターたちに答えを求める。
神父天一が天の声を聞き、名前を授ける「イケワキケズル」→「ケズリンゼタジョーンズ」。
久美 (25) - 松岡理紗
悪戯で自宅のポストに「腐りかけのサンマ」を入れられて困っている。

#### 第17 - 19話
愛華 (21) - 柳川由玲奈
男性との性交渉で乳房を触られても感じることが出来ないのは異常なことなのかと質問する。乳房自体には神経が左程通っていないので、乳房が感じるという表現は誤りで本来は乳首を刺激すると感じるものだとシスターたちは説明する。
神父天一が天の声を聞き、名前を授ける「チクービー・ゴールドバーグ」→「ヤチブサカオル」。
美咲 (30) - 浜田えり子
仕事が切っ掛けに年上の男性と知り合い好きになってしまったが、今まで好きになっても自分から告白したことがなく、30歳の女性が男性に想いを打ち明けても格好悪くないのかとシスターたちに相談する。
神父天一が天の声を聞き、名前を授ける「フジモトポジティー」→「ポジテイトモヤス」→「ネガシラポジニジュップン」。
リン (23) - 湯浅奈津美
現在付き合っている彼氏をラブホテルへ誘いたいがどのような言葉を掛ければ良いか教えてほしいとシスターたちに聞く。
最近、彼との性交渉の回数が減っていることに危機感を持ち、ラブホテルを利用し、環境を変えることで彼氏との関係を良くしたいと思っている。
神父天一が天の声を聞き、名前を授ける「イマイクヨホテルヨ」→「サイゴウホテルヒコ」→「ホテルトモヤス」。
弘子 (30) - 山田奈津美
ラブホテル街の近くに住んでいるが、「魔法使いリン」という歌が流行りだしてどのホテルでもその曲を流すので頭からメロディが離れなくなってしまい、不眠症に陥ってしまった。

#### 第20 - 21話
静香 (28) - 藤沢瀬里菜
結婚適齢期を迎え、結婚したいという願望はあるが、運命を強く感じ惹かれるような男性と巡り逢うことが出来ず悩んでいる。
神父天一が天の声を聞き、名前を授ける「ニコール・キッドメンクイ」。
大野 武 (35) - 菊地正志（ワンワンニャンニャン）
神父天一が静香の運命の人を紹介するために彼女の生年月日、産まれた時間、血液型を聞いて、神が降臨させた男性。
智美 (24) - 井上貴恵
一緒に暮らしている彼氏が自分が寝ている時間帯に自慰行為をしている姿を見つけてしまい、ショックを受ける。彼氏の自慰行為自体が許せず浮気だと思っているが、その考えは間違っているのかシスターたちに相談する。
神父天一が天の声を聞き、名前を授ける「ティシュモトカヨコ」→「ティシュベシロウ」→「ティシュベイットク」。
琴美 (27) - 久保梓
どのように行動したら彼氏ができるのかシスターたちに問う。静香に紹介した男性を降臨させるが即座に「チェンジ」と発し、拒絶する。

#### 第22 - 24話
麻由 (23) - 伊藤望
彼氏にクリスマスプレゼントを上げているが日常で使用している姿を見たことがなく、自分自身にプレゼントを選ぶセンスがないのか思い悩んでいる。
神父天一が天の声を聞き、名前を授ける「モモイロクローバープレZ」→「サイフ元総理」。
なほ (20) - 野下怜香
デリケートゾーンはシャワーを使用して湯で流すだけのやり方をしているが、その洗い方が本当に正しいのかシスターたちに相談する。
シスター達はデリケートゾーンには病原菌の侵入を防いでくれる「乳酸桿菌」がおり、その悪い菌と闘ってくれるのがいわゆる「おりもの」と呼ばれているものだと説明し、大切な部分を洗うときには石鹸の種類と洗い方が重要だと説く。
また、膣内を石鹸で洗ってしまうと膣内の菌も一緒に洗い流してしまうおそれがあるので、「使いきりビデ」を使用した方が良いと話す。
神父天一が天の声を聞き、名前を授ける「キタガワデリケイコ」→「ケント・デリケート」→「ビデラッキョ」。
和美 (26) - 黛実希
好意を持っている男性が間もなく結婚をしてしまうが、その彼にとって都合のよい女性であり続けようと決意を固める。
神父天一が天の声を聞き、名前を授ける「ワリキリモエ」→「ホンキー・パンチ」。
沙織 (27) - 山本ゆう
「膣」という日本語の発音が上手く話せない。

#### 第25 - 26話
茶色の堀田 (23) - 井澤エイミー
上司と不倫しているが将来、不倫相手と幸せになる方法はあるのかとシスターたちに相談する。相談者の話を聞いた方が答えが見つかるのではないかと赤の千種に提案され、シスターになりすまして不倫を憎んでいる女性の話を聞くことになる。
あるば (25) - 野村麻衣（G☆Girls）
不倫している女性や男性がどうしても許せない。不倫している人は皆、不幸になれば良いと思っているがこの考え方は間違っているのかシスターたちに質問する。
神父天一が天の声を聞き、名前を授ける「ヤマモトフリンダ」→「コバヤシサチアレコ」。

#### 第27話
夏香 (25) - 木村葵
同期入社で最も親しい友人でもある女性を好きになってしまう。今まで女性を好きになったことはなく、初めて同性を好きになる。
男性に告白するような単純な言葉では相手に伝わらないことは十分理解しているが、この好きな想いを相手に打ち明けるべきか悩んでいる。
神父天一が天の声を聞き、名前を授ける「カノーセルマキ」→「コクリシュン」。
美里 (23) - 横山アイコ
彼と性交渉をしているときに突然、女性が部屋に入ってきて激怒し出て行った。彼氏は友達だと弁明しているがその言葉を信用して付き合いを続けても良いのかシスターたちに問う。

#### 第28 - 29話
優 (26) - 池田桃子
毎年、会社の忘年会の後はカラオケに行くのが恒例となっており、周りにいる同僚は歌が上手い人が多く、歌が下手な自分はその場面をどう乗り切れば良いかシスターたちに相談する。
瞳 (18) - 橋本絵梨奈
まだ年齢が若いのにもかかわらずいぼ痔に掛ってしまい、羞恥心から医師に相談することもままならず困っている。どのような手段を取れば痔が治せるのかシスターたちに教えを請う。
神父天一が天の声を聞き、名前を授ける「イボジアイコ」→「ジアルフィー」。

#### 第30 - 31話
幸子 (28) - 徳永梓
3年間付き合っていた彼氏と別れ、年齢的にも焦りを感じて、結婚に繋がるような出会いがしたい。妊娠という既成事実を作って男性と結婚する妊活は正しい方法なのかシスターたちに問う。
神父天一が天の声を聞き、名前を授ける「ニンシン・オブ・ジョイトイ」。
幸恵 (28) - 中島絵梨奈（第32話）
新宿歌舞伎町のホストクラブ「悪の教典」に嵌り、飲食代などの売掛金が払えなくなり、回収に来るホストから逃げ回っている。逃げ場所が無くなり教会「Holy glass」に助けを求める。

#### 第33 - 34話
聡美 (24) - 鈴木絵未里
結婚や出産を経験していないにもかかわらず、若年層で尿漏れする人は恥ずかしいことなのかシスターたちに問う。
神父天一が天の声を聞き、名前を授ける「ニョウモレー・ヘプバーン」→「ニョウモレウタエモン」→「ニョモレノオバチャマ」。
仁美 (32) - 松村はるか
30歳を超え、将来、結婚出来ないでこのまま独身生活が長く続くのではないかと考えるようになり、不安を感じている。
神父天一が天の声を聞き、名前を授ける「オットハ」→「タイガードックシン」→「オットニオイノキ」。

#### 第35 - 37話
美穂 (25) - 松木美奈
彼と性交渉するときに貧乳を理由にして、前戯がなかったり、胸を触ってくれないことに悩んでいる。
神父天一が天の声を聞き、名前を授ける「ホイットヒンニューストン」。
理佳 (25) - 花田亜佑美
下着が汚れるのを嫌い日常的におりものシートを使用しているが、彼氏とデートしているときにどのタイミングでシートを外せばよいのかシスターたちに相談する。
神父天一が天の声を聞き、名前を授ける「マイケル・ジャクテン」。
佳美 (25) - 内山みずき
会社の先輩が自分の生理日を把握しており、その日が近づくと親切に教えてくれる。先輩からセクハラを受けているような嫌な感じになり、どのように接して良いのか正直困っている。
神父天一が天の声を聞き、名前を授ける「ヨコヤマヤサシ」→「オノヤサシ」→「ナカヤマヤサシ」→「テレビヤサシ」。
占いに来た女性 - 橋本直子
1986年5月19日生まれ。金の江原が生年月日から運勢を占い、運気が上がる下着を告げる。ピンク色のリボンが付いたブラジャー。

#### 第38 - 40話
涼子 (28) - 藤井桂
付き合っている彼氏と別れたあとは完全に関係を断ち切ってきたが世間では友達関係を続ける人がいる。別れたあとに元彼氏と連絡を取り合うことは間違った行為ではないのかシスターたちに答えを求める。
神父天一が天の声を聞き、名前を授ける「モトカレヤユイカ」→「ハトセフレ」。
祥子 (31) - 新田めぐみ
愛している彼が他の女性と肉体関係を持ち、性行為をしている姿を想像すると性的興奮が満たされる。
ただ、彼氏が見知らぬ女性と秘密の関係を持った場合は浮気だと思う。嫉妬から性的興奮を得ることは普通ではないのかシスターたちに問う。
神父天一が天の声を聞き、名前を授ける「ナカガワコショウコ」。
聡美 (30) - AKO
彼氏と食事に行ったときに潔く代金を支払う気配がなく、直ぐに割り勘にしたがる男性をどう思うかシスターたちに意見を求める。
神父天一が天の声を聞き、名前を授ける「ワリタカンイチ」。
占いに来た女性 - 山室洋子
1987年4月25日生まれ。金の江原が生年月日から運勢を占い、運気が上がる下着を告げる。ゼブラ柄のより刺激的な海外ブランドの下着。

#### 第41 - 42話
萌 (28) - 長野真歩
志望していた職業に就き私生活も充実しているので、交際歴2年の彼氏からプロポーズを受けたときに結婚する意味が正直、分からなかった。金銭面や生活向上のために男性と結婚することは望んでいない。
神父天一が天の声を聞き、名前を授ける「マツザカケッコン」→「ケコンノチカラ」。
さやか (22) - 植田真唯
数回デートした男性の私服はファッションセンスがなく、一緒に歩きたくないと思うくらい格好悪く嫌な気持ちになる。
彼の服装を指摘して交際関係に発展させていくべきか、それとも、連絡を取ることを止め、交際を断念したほうが良いのかシスターたちに意見を求める。
神父天一が天の声を聞き、名前を授ける「ファッションヤラ」→「ファショークミコ」。

#### 第43 - 45話
真由 (24) - 鈴木アメリ（劇団犬と串）
身持ちが硬い地味な格好をしているのにもかかわらず、異性から軽い女性だと思われ、簡単に性交渉したいと誘われてしまう。自分では原因が見当たらずシスターたちに答えを求める。
神父天一が天の声を聞き、名前を授ける「パンツェッタフェローラモ」→「フェロモマサオ」。
芸能人 (36) - NANA（MAX）
15歳でデビューし、年齢を重ね、一体何歳まで踊って歌えるのか不安を抱えていた。所属している芸能事務所には教会「Holy glass」へ相談に来ることは伝えておらず、名前がばれることを気にしている。
振付師になるという選択肢もあるとシスターたちからアドバイスを受け、事務所を通さずギャランティー取っ払いで、シスターたちが歌う「抱かないで、シスター」の振付を担当することになる。
玲子 (27) - 藤川ありさ
付き合っている彼氏は楽しそうにお尻を近づけて、自分の目の前でおならをするが、私は彼の前で笑いながらおならをする勇気が持てない。
最近では「オナラ恐怖症」と呼ばれている対人恐怖症に陥る人もいるから気を付けたほうが良いとシスターたちからアドバイスを受ける。
神父天一が天の声を聞き、名前を授ける「ワインコスギ」→「アイキョウセン」。

#### 第46 - 48話
芸能人 (22) - 佐野 光来
現在、女優として仕事をしているが最近、脚本などを執筆する裏方業にも興味を持つようになり、女優を続けるべきか、転職する方がよいのか考えている。
相談の内容からためしに「ガールズトーク〜十人のシスターたち〜」の第47 - 48話の脚本を書いてみることになった。友達の体験談や父が病気で他界し、1年後に母親が新しい恋人を作ったときの悩みや葛藤を織り交ぜたシナリオを書き上げる。
真帆 (22) - 美咲
元々、男性との性交渉は好きではない。男性の陰茎をグロテスクで気持ち悪いと感じてしまい、愛している彼氏でもフェラチオなどのオーラルセックスには抵抗がある。
初めて付き合った男性にフェラチオを要求され、仕方なく舐めることにしたが、悪臭が鼻腔内に広がり気分が悪くなったことが原因でトラウマになってしまった。
神父天一が天の声を聞き、名前を授ける「ナメロン・ディアス」→「ナメエツコ」。
菜々 (19) - 青山祥子（大人計画）
2年前に父親が他界し、その1年後に母は恋人を作ってしまう。父にまだ愛情が残っているのにもかかわらず、新しい恋に走ることは許せないと思い、心から母の恋愛を応援できずにいる。
神父天一が天の声を聞き、名前を授ける「オウエンセンリ」→「リカイヒデカズ」→「ネガイマサル」→「ウジキツヨク」。
占いに来た女性 - 東まり
1984年7月14日生まれ。金の江原が生年月日から運勢を占い、運気が上がる下着を告げる。ラブリーなフリルが付いた下着。

#### 第49 - 51話
恵美 (25) - 星乃みづき（たじろぎ☆ガールズ）
現在、好きな男性が3人おり、複数の中から1人選び幸せになりたいと思っているが、どう選択したらいいのか正直分からない。
15年後の人生設計プランを立て、誰からも相手にされなくなった未来の自分を想像すれば、おのずと幸せにしてくれる男性が見えてくるはずだとシスターたちはアドバイスする。
神父天一が天の声を聞き、名前を授ける「サンマタタバサ」→「サンマタコウシンキョク」。
真 (24) - 菅井菜穂（大人計画）
男性に耳元で話しかけられながら性交渉することにエクスタシーを感じる。今、付き合っている彼氏は耳元で囁いてくれない。この行為は一般的な女性から見て、変態なのかシスターたちに問う。
神父天一が天の声を聞き、名前を授ける「エキサイトウユキ」。
七海 (22) - 小野友花里
陥没した乳首を治したいと思っているが、外科手術には抵抗があり、他に治療する方法はあるのか知りたい。
乳房が未発達の頃から、左右の乳首が乳輪の中に埋まっている、真性の陥没乳頭。赤ちゃんが産まれた時に授乳出来ない可能性もある。
外科手術に恐怖を抱いている相談者にシスターたちはニプレス型のキャップを乳首に装着、吸い上げる方法があると紹介し、だが、根本的な解決や即効性には乏しいと説明する。
神父天一が天の声を聞き、名前を授ける「キャップリン」。

## スタッフ
- 原作 - 「GIRL'S TALK」（サイバーエージェント提供）
- 演出・脚本 - 鈴木おさむ
- テーマソング - 東京カランコロン「ロンリーナイト・フォーリングラブ」（avex trax）
- 構成 - 岩本哲也
- CG - 大森清一郎
- 技術協力 - ジェイ・クルー
- 美術協力 - テレビ朝日クリエイト、3D-Labo & Gallery
- 編集・MA - ザ・チューブ
- 医療指導 - 高木希奈、京野陽子
- 言語監修 - 篠崎晃一（東京女子大学教授 / 第29話）
- 撮影協力 - 東京国立博物館
- 協力 - サイバーエージェント
- 制作進行 - 肥後智一（MMJ）
- プロデューサー - 寺田伸也（テレビ朝日） / 山口一美、坂井良美（MMJ）
- ディレクター - 岡田純一、渡辺資
- アシスタントプロデューサー - 橋むつ美（MMJ）
- アシスタントディレクター - 川崎一輝（MMJ）
- 制作 - テレビ朝日、MMJ

## サブタイトル
| 各話   | 放送日         | サブタイトル                                    |
| ------ | -------------- | ----------------------------------------------- |
| 第1話  | 2012年10月02日 | キスは浮気か?                                   |
| 第2話  | 2012年10月02日 | でべそは生き恥?                                 |
| 第3話  | 2012年10月02日 | 浮気疑惑白黒つけるべき?                         |
| 第4話  | 2012年10月09日 | 女友達?それとも男?                              |
| 第5話  | 2012年10月09日 | 剃る派?抜く派?                                  |
| 第6話  | 2012年10月09日 | 服役中のダンナ?子持ちの彼?                      |
| 第7話  | 2012年10月16日 | セフレのままでいいか?                           |
| 第8話  | 2012年10月16日 | 彼氏にスッピンを見せるべき?                     |
| 第9話  | 2012年10月16日 | 付き合う前にやるか?やらないか?                  |
| 第10話 | 2012年10月23日 | 会社での疎外感どうすればいい?                   |
| 第11話 | 2012年10月23日 | 彼とどうすればイケる?                           |
| 第12話 | 2012年10月30日 | 上司のストーカー行為の対処法は?                 |
| 第13話 | 2012年10月30日 | ピルをカジュアルに飲んでもいい?                 |
| 第14話 | 2012年10月30日 | 態度が変わる女が許せない                        |
| 第15話 | 2012年11月06日 | 夫に絡む女友達どうすればいい?                   |
| 第16話 | 2012年11月06日 | 風俗で働いていた過去彼に言うべき?               |
| 第17話 | 2012年11月13日 | オッパイが感じない!?                            |
| 第18話 | 2012年11月13日 | オーバー30告白すべき?                           |
| 第19話 | 2012年11月13日 | ラブホへの誘い方は?                             |
| 第20話 | 2012年11月20日 | どうしたら運命の人に出逢える?                   |
| 第21話 | 2012年11月20日 | 男のオナニーは浮気!?                            |
| 第22話 | 2012年11月27日 | プレゼントのセンス                              |
| 第23話 | 2012年11月27日 | デリケートゾーンの正しい洗い方は?               |
| 第24話 | 2012年11月27日 | 都合のいい女ってどう思う?                       |
| 第25話 | 2012年12月04日 | 不倫をした人は幸せになれる?                     |
| 第26話 | 2012年12月04日 | 不倫をしている奴は不幸になればいいこの考え方変? |
| 第27話 | 2012年12月11日 | 同性の女性が好き!思いを伝えるべき?              |
| 第28話 | 2012年12月18日 | 会社の忘年会のカラオケどう乗り切る?             |
| 第29話 | 2012年12月18日 | 痔の治し方は?                                   |
| 第30話 | 2012年12月25日 | 妊活女子はあり?                                 |
| 第31話 | 2012年12月25日 | ホストにハマリ追いかけられている!               |
| 第32話 | 2013年1月08日  | 横田の告白                                      |
|        | 2013年1月15日  | 神様の名言ランキング ベスト30                   |
| 第33話 | 2013年1月22日  | 24歳で尿漏れするのはどうなのか?                 |
| 第34話 | 2013年1月22日  | 三十路このまま独身でいるのが怖い                |
| 第35話 | 2013年1月29日  | 貧乳で悩んでいます                              |
| 第36話 | 2013年1月29日  | おりものシートはいつはずす?                     |
| 第37話 | 2013年1月29日  | 生理日をチェックする先輩                        |
| 第38話 | 2013年2月05日  | 元彼と連絡を取り合うのはあり!?                  |
| 第39話 | 2013年2月05日  | 彼氏を寝取られたい願望はおかしい?               |
| 第40話 | 2013年2月05日  | 割り勘男どう思う?                               |
| 第41話 | 2013年2月12日  | 結婚する意味って?                               |
| 第42話 | 2013年2月12日  | 私服がダサい男をどう思う?                       |
| 第43話 | 2013年2月19日  | 尻軽女と思われるってどう?                       |
| 第44話 | 2013年2月19日  | 今後の芸能活動に迷いが…                         |
| 第45話 | 2013年2月19日  | 彼の前でオナラできる?                           |
| 第46話 | 2013年2月26日  | 女優をやめて裏方をやるべきか?                   |
| 第47話 | 2013年2月26日  | 男性のアソコがナメられない                      |
| 第48話 | 2013年2月26日  | 母の恋を応援できない                            |
| 第49話 | 2013年3月05日  | 3股の恋どうすればいい?                          |
| 第50話 | 2013年3月05日  | セックスの時男に話しかけられたい?               |
| 第51話 | 2013年3月05日  | 陥没乳首どうやったら治る?                       |

## ネット局と放送時間
| 放送対象地域 | 放送局           | 系列           | 放送日時                 | 放送開始日    | 遅れ日数 |
| ------------ | ---------------- | -------------- | ------------------------ | ------------- | -------- |
| 関東広域圏   | テレビ朝日（EX） | テレビ朝日系列 | 火曜 25時51分 - 26時21分 | 2012年10月2日 | 制作局   |